# Raymond Delamarre
Raymond Henri Philippe Delamarre, conocido como Raymond Delamarre es un escultor francés nacido en 1890 y fallecido en 1986.

## Biografía
Alumno de  Jules Félix Coutan (1848-1939) en la École des Beaux-Arts, formó parte de la generación de los artistas del fuego. Herido y prisionero en Baviera, regresó a París en 1919 y obtuvo el Primer Gran Premio de Roma con Alfred Janniot, otro escultor importante del arte oficial de la década de 1930.
Participó en las exposiciones internacionales de  1925, 1931 y 1937, con la ventura Transatlánticos. Junto al arquitecto Roux Spitz, produjo monumento a la defensa del canal de Suez, numerosos monumentos a los muertos y las decoraciones públicas como la del hospital de Nantes o la del Palacio de Chaillot en París.
Una exposición retrospectiva monográfica organizada por la Fundación Taylor en 2007, en París, le colocó en una posición justa dentro del panorama artístico del siglo XX.

## Obras
- "La Gloire ramène le Héros au foyer familial", relieve con el que ganó el premio de roma de 1919. conservado en la Escuela de Bellas Artes de París.